# Acacia latzii
Acacia latzii är en ärtväxtart som beskrevs av Bruce R. Maslin. Acacia latzii ingår i släktet akacior, och familjen ärtväxter. Inga underarter finns listade i Catalogue of Life.